# Conus madecassinus
Espèce
Conus madecassinus est une espèce de mollusques gastéropodes marins de la famille des Conidae.
Comme toutes les espèces du genre Conus, ces escargots sont prédateurs et venimeux. Ils sont capables de « piquer » les humains et doivent donc être manipulés avec précaution, voire pas du tout.

## Distribution
Cette espèce marine est présente au large du sud et du sud-ouest de Madagascar.

## Taxinomie

### Publication originale
L'espèce Conus madecassinus a été décrite pour la première fois en 2012 par le malacologiste italien Luigi Bozzetti (d) dans « Malacologia Mostra Mondiale »,.

### Synonymes
- Asprella madecassina Bozzetti, 2012 · non accepté
- Conus (Phasmoconus) madecassinus (Bozzetti, 2012) · appellation alternative
- Graphiconus madecassinus (Bozzetti, 2012) · non accepté